# Jan Gwalbert Styczyński
Jan Gwalbert Styczyński (ur. 1786 na Litwie, zm. 19 maja 1845 w Kamieńcu Podolskim) – polski nauczyciel, publicysta, krytyk literacki.

## Życiorys
Pochodził z ubogiej litewskiej rodziny, syn pedagoga wiejskiego. Uczył się w Połocku, w 1810 ukończył studia na Uniwersytecie Wileńskim i podjął pracę jako nauczyciel domowy. W 1815 przybył do Winnicy i tu wykładał zasady wymowy oraz poezję polską jako profesor.
W Winnicy przebywał następnych 11 lat i udzielał się na polu literackim. Publikował recenzje, np:"Uwag nad Połtawą", poematu ks. Muśnickiego wydanego w 1817 jak i "Jagielloniady", poematu D.B. Tomaszewskiego wydanego tym samym roku.
Styczyński pisał i drukował bajki (np.: Koziołek i wilk, Choroba i zdrowie, Rozum u liszki, Rolnik w projektach,  Literat i chłopek i inne), żarty wierszowane oraz uzupełnił o kolejne trzy lata "Historię literatury polskiej" Feliksa Bendkowskiego pod tytułem: "Do historii literatury polskiej dodatek", którą Bentkowski wysoko ocenił. W 1825 w Wilnie został wydany jego autorstwa romans historyczny pt: "Mendog król litewski". Od 1820 należał do Towarzystwa Naukowego Krakowskiego oraz był sekretarzem towarzystwa dobroczynności dla ubogich uczniów w Winnicy.
W 1826 dostał przeniesienie do Gimnazjum w Świsłoczy jako nauczyciel wymowy ojczystej. Od tego momentu zaprzestał pracy literackiej i poświęcił się całkowicie działaniom pedagogicznym. W 1834 został przeniesiony do Kamieńca Podolskiego, gdzie nauczał języka łacińskiego.
Zmarł 9 maja 1845 w Kamieńcu Podolskim.